# Indy
Indy, vlastním jménem Andreas Christodoulou (* 20. ledna 1978 Kutná Hora) je český rapper. Společně s DJ Wichem tvořili skupinu Indy & Wich. V prosinci 2010 vydal společně s Raem (Radek Tomášek) album KMBL.

## Biografie
Narodil se v Kutné Hoře. Jeho otec pochází původem z Kypru. Kolem roku 1997 se stal součástí rapové dvojice Indy & Wich.

## Filmografie
- Česká RAPublika (2008)
- 20ers – Making Of... (2008)
- Indy & Wich – Kids On The Click Tour 2007 (2007)

## Diskografie
- 2001 – Cesta Štrýtu s DJ Wich
- 2002 – My 3 s DJ Wich
- 2006 – Hádej kdo... s DJ Wich
- 2010 – KMBL s Radek Tomášek z rockové kapely Clou